# Gibbiomela
Gibbiomela là một chi bọ cánh cứng trong họ Chrysomelidae.
Chi này được miêu tả khoa học năm 2003 bởi Daccordi.

## Các loài
Chi này gồm các loài:
- Gibbiomela paradoxa Daccordi, 2003